# Энергетический спектр
Эта статья — об энергетическом спектре квантовой системы. О распределении частиц по энергиям в излучении см. Спектр, Спектр излучения. Об энергетическом спектре сигнала см. Спектральная плотность мощности.
Энергети́ческий спектр — набор возможных энергетических уровней квантовой системы. Система потенциально способна занять любой уровень из набора, но сам спектр не даёт информации о вероятности реализации того или иного уровня (состояния).

## Общая характеристика
Энергетический спектр состоит из возможных энергетических уровней квантовой системы, то есть энергий квантовых состояний этой системы. Одной и той же энергии может соответствовать более одного квантового состояния (вырождение).
С математической точки зрения энергетический спектр системы — это спектр её гамильтониана.
В случае, когда квантовая система представляет собой движущуюся частицу (или квазичастицу), доступные значения энергии зависят от импульса (или квазиимпульса) частицы; эта зависимость называется законом дисперсии. Энергетическим спектром в этом контексте называют как набор разрешённых энергий, так и закон дисперсии (то есть набор разрешённых энергий вместе с информацией об импульсах, которым эти энергии соответствуют).
Энергетический спектр и связанные с ним характеристики (например, плотность состояний) определяют многие важные свойства квантовых систем.
Не следует путать со спектром поглощения и спектром излучения сред (например, твёрдых тел или газов) и отдельных объектов (например, атомов или молекул), которые представляют собой распределение поглощаемого или испускаемого излучения по энергиям фотонов или длинам волн и определяются энергетическим спектром системы и дополнительными условиями, разрешающими или запрещающими в ней те или иные переходы между энергетическими уровнями.

## Примеры
Энергетический спектр атома водорода без учёта тонкой структуры состоит из энергий {\displaystyle E_{n}=-1~\mathrm {Ry} /n^{2},\ n=1,2,3\ldots }, где Ry — ридберг (а также непрерывной части спектра, включающей все положительные энергии).
Энергетический спектр молекулы, вообще говоря, определяется и энергетическими уровнями электронов, и колебательным и вращательным движением отдельных атомов.
У свободной массивной нерелятивистской частицы (например, электрона в вакууме) закон дисперсии параболический: зависимость энергии от импульса изотропна и квадратична, {\displaystyle E(p)=p^{2}/(2m)}. У свободной безмассовой частицы (фотона) закон дисперсии линеен по импульсу. В релятивистской квантовой механике электроны в вакууме описываются уравнением Дирака, которое приводит к соотношению {\displaystyle E_{\pm }(p)=\pm {\sqrt {(pc)^{2}+(mc^{2})^{2}}}}; переформулирование теории в терминах электронов и позитронов позволяет устранить ветвь с отрицательными энергиями.

Зонная структура электронов в кремнии. Выделена запрещённая зона.

Согласно зонной теории в физике твёрдого тела, спектр электронов в твёрдом теле состоит из определённых энергетических зон; зависимость энергии электрона от квазиимпульса в каждой из зон может быть устроена сравнительно сложно. В то же время часто можно ввести сравнительно простой приблизительный низкоэнергетический спектр, описывающий закон дисперсии вблизи уровня Ферми; в частности, в полупроводниках такой спектр может быть параболическим, подобно спектру свободных электронов, хотя в этом случае в законе дисперсии вместо массы электрона в вакууме фигурирует эффективная масса, вообще говоря, разная у электронов и дырок. Энергетический спектр электронов в материале, также называемый зонной структурой, определяет электронные и оптические свойства материала, и для определения зонной структуры в физике развито множество экспериментальных и теоретических методов.

## Щель в спектре
Среди возможных состояний квантовой системы особенно важно основное состояние — состояние с наинизшей энергией; в частности, при нулевой температуре система, вообще говоря, займёт основное состояние.
Для одночастичной системы, такой как электрон в атоме водорода, основное состояние устроено просто: по определению, частица занимает наинизший энергетический уровень. В системе многих невзаимодействующих частиц-фермионов (например, таковыми часто можно приблизительно считать электроны в твёрдом теле) основное состояние выглядит так: нижние одночастичные энергетические уровни заполнены частицами, а уровни выше определённой энергии свободны. В системе многих взаимодействующих частиц основное состояние, также называемое «физический вакуум», может быть устроено очень сложно, особенно если взаимодействие сильно или имеется самодействие, как в теориях Янга — Миллса.
Если между заполненными и свободными энергетическими уровнями в системе невзаимодействующих или слабо взаимодействующих фермионов имеется область энергий, где энергетических уровней нет вообще, говорят, что в энергетическом спектре имеется щель. Если спектр устроен подходящим образом, то, затратив энергию, равную ширине щели, можно переместить частицу с наивысшего занятого уровня на наинизший свободный и тем самым перевести всю многочастичную систему из основного состояние в первое (наинизшее по энергии) возбуждённое. В более сложных системах, таких как спиновые решёточные модели или теории Янга — Миллса, может быть невозможно выделить одночастичные уровни и одночастичный спектр, поскольку невозможно рассматривать одиночные частицы, но и в этом случае щелью (точнее, спектральной щелью, англ. spectral gap) называют энергию, необходимую на перевод системы из основного состояния в первое возбуждённое, то есть разность энергий этих состояний. Щель может быть и нулевой.
В спектре электронов в материале-полупроводнике наивысшая заполненная зона называется валентной зоной, наинизшая свободная зона — зоной проводимости, и между ними имеется щель, называемая запрещённой зоной (ширина запрещённой зоны — англ. band gap). В контексте уравнения Дирака в физике элементарных частиц аналогом заполненной валентной зоны является море Дирака, ширина щели равна удвоенной массе, и щель в этом случае, как и в случае теорий Янга — Миллса, называют массовой щелью (англ. mass gap).
Наличие или отсутствие щели в спектре и её величина — важная характеристика энергетического спектра.
Было показано, что задача теоретического определения наличия или отсутствия щели в спектре в общем случае алгоритмически неразрешима.